# Anjos (stație de metrou din Lisabona)
Anjos este o stație de pe Linia verde a metroului din Lisabona. Stația este situată sub Bulevardul Almirante Reis, la intersecția cu strada Rua de Angola, și este denumită după vechea parohie Anjos. 
Stația Anjos permite un acces facil către clădirile Academiei Militare.

## Istoric
Stația a fost inaugurată pe 28 septembrie 1966, odată cu prelungirea Linie verzi până în cartierul Anjos. Proiectul original îi aparține arhitectului Dinis Gomes, iar lucrările plastice pictoriței Maria Keil.
Pe 15 noiembrie 1982 a fost terminată extinderea stației, lucrările fiind executate după un proiect realizat de arhitectul Sanchez Jorge și decorațiuni ale pictorului Rogério Ribeiro. Extinderea stației a presupus prelungirea peroanelor și construirea unui nou atrium.
În 2017, atriumul de nord al stației a fost închis pentru lucrări de „curățenie profundă”, redecorare și înlocuire integrală a tavanului fals, fiind redeschis la sfârșitul lunii august a aceluiași an.

## Legături

### Autobuze orășenești

#### Carris
- 208 Cais do Sodré ⇄ Estação Oriente (Interface) (dimineața)
- 708 Martim Moniz ⇄ Parque das Nações Norte
- 712 Estação Santa Apolónia ⇄ Alcântara Mar (Museu do Oriente)
- 726 Sapadores ⇄ Pontinha Centro
- 730 Picheleira (Quinta do Lavrado) ⇄ Picoas[5]

#### Aerobus
- Linha 1 Aeroporto ⇄ Cais do Sodré[6]